# Leichtathletik-Länderkampf der Männer 1961 Argentinien – BR Deutschland
| 17. Leichtathletik-Länderkampf mit bundesdeutscher Beteiligung 1961 | 17. Leichtathletik-Länderkampf mit bundesdeutscher Beteiligung 1961 |                                                  |
| ------------------------------------------------------------------- | ------------------------------------------------------------------- | ------------------------------------------------ |
|                                                                     |                                                                     |                                                  |
| Ländervergleich der Männer: Argentinien – BR Deutschland            |                                                                     |                                                  |
| Austragungsort                                                      | Buenos Aires                                                        |                                                  |
| Wettbewerbe                                                         | 17                                                                  |                                                  |
| Datum                                                               | 4./5. November 1961                                                 |                                                  |
| 1. FRG 2. ARG                                                       | 107 Punkte 072 Punkte                                               |                                                  |
| Chronik                                                             |                                                                     |                                                  |
| ← CHL-FRG (M)                                                       | erster LK 1962:00 NLD-FRG-SUI Straß'lauf (M) → →                    | erster LK 1962:00 NLD-FRG-SUI Straß'lauf (M) → → |

Der siebzehnte und letzte Vergleich des Länderkampfjahres 1961 wurde so spät in der Saison ausgetragen wie noch kein Länderkampf zuvor. Der dritte und letzte Gegner auf der Südamerikareise war das Team aus Argentinien. Auch auf diese Mannschaft traf Deutschland zum ersten Mal. Die Veranstaltung fand am 4./5. November in der argentinischen Hauptstadt Buenos Aires statt.

## Wettbewerbe und Modus
Aus dem üblichen Länderkampfprogramm mit zwanzig Disziplinen fehlten der 10.000-Meter-Lauf, der Dreisprung und der Hammerwurf. So wurden insgesamt siebzehn Wettbewerbe ausgetragen. Die Wertung erfolgte durchgängig nach dem Standardsystem.

## Ergebnis
Die Argentinier sicherten sich mit den beiden Hürdenläufen und dem Hochsprung drei Dsiziplinwertungen, im 110-Meter-Hürdenlauf belegten sie die Plätze eins und zwei. Die bundesdeutschen Leichtathleten entschieden die weiteren vierzehn Wettbewerbe für sich, sechs Mal kamen sie dabei zu Doppelerfolgen. Im deutschen Team waren wie schon in den ersten beiden Länderkämpfen der Südamerikareise gegen Brasilien und Chile nicht für alle Disziplinen entsprechende Spezialisten vertreten. So gab es wieder Aushilfen durch andere Athleten. Am meisten betroffen war wieder der Zehnkämpfer Willi Holdorf, der über 110- und 400 Meter Hürden, in beiden Staffeln, dem Stabhoch- und dem Weitsprung antrat. Der Stabhochspringer Klaus Lehnertz war auch im Hochsprung aktiv, der 400-Meter-Läufer Manfred Kinder im 400-Meter-Hürdenlauf. Der Hochspringer Theo Püll vertrat die bundesdeutsche Mannschaft auch im Speerwurf, der Speerwerfer Rolf Herings startete auch im Kugelstoßen und der Weitspringer Ingo Schönewolf war neben seinen Einsätzen über 110 Meter Hürden sowie im Weitsprung auch Mitglied der 4-mal-400-Meter-Staffel. Am Ende lag die Bundesrepublik Deutschland mit 107 zu 72 Punkten deutlich vorn.

## Resultate

### 100 m
| Platz | Athlet         | Land | Zeit (s) |
| ----- | -------------- | ---- | -------- |
| 1     | Manfred Germar | FRG  | 10,6     |
| 2     | Alfred Hebauf  | FRG  | 10,7     |
| 3     | Pablo Blache   | ARG  | 11,2     |
| 4     | Miguel Cortese | ARG  | 11,6     |

Datum: 4. November

### 200 m
| Platz | Athlet         | Land | Zeit (s) |
| ----- | -------------- | ---- | -------- |
| 1     | Manfred Germar | FRG  | 21,9     |
| 2     | Alfred Hebauf  | FRG  | 22,2     |
| 3     | Raul Zabala    | ARG  | 22,5     |
| 4     | Pablo Blache   | ARG  | 22,8     |

Datum: 5. November

### 400 m
| Platz | Athlet             | Land | Zeit (s) |
| ----- | ------------------ | ---- | -------- |
| 1     | Carl Kaufmann      | FRG  | 48,3     |
| 2     | Helmut Janz        | FRG  | 49.1     |
| 3     | Raul Zabala        | ARG  | 49.5     |
| 4     | Enrique Simontachi | ARG  | 51,8     |

Datum: 4. November

### 800 m
| Platz | Athlet               | Land | Zeit (min) |
| ----- | -------------------- | ---- | ---------- |
| 1     | Paul Schmidt         | FRG  | 1:54,2     |
| 2     | Manfred Kinder       | FRG  | 1:54,4     |
| 3     | Eduardo Balducci     | ARG  | 1:55,7     |
| 4     | Juan-Carlos Ferriolo | ARG  | 1:58,7     |

Datum: 4. November

### 1500 m
| Platz | Athlet           | Land | Zeit (min) |
| ----- | ---------------- | ---- | ---------- |
| 1     | Paul Schmidt     | FRG  | 3:52,1     |
| 2     | Eduardo Balducci | ARG  | 3:52,6     |
| 3     | Luis Sandoval    | ARG  | 3:53,9     |
| 4     | Horst Flosbach   | FRG  | 3:59,9     |

Datum: 5. November

### 5000 m
| Platz | Athlet          | Land | Zeit (min) |
| ----- | --------------- | ---- | ---------- |
| 1     | Roland Watschke | FRG  | 14:30,8    |
| 2     | Osvaldo Suárez  | ARG  | 14:32,0    |
| 3     | Horst Flosbach  | FRG  | 14:33,8    |
| 4     | Domingo Amaizón | ARG  | 14:36,4    |

Datum: 4. November

### 110 m Hürden
| Platz | Athlet             | Land | Zeit (s) |
| ----- | ------------------ | ---- | -------- |
| 1     | Juan Carlos Dyrzka | ARG  | 14,8     |
| 2     | Guillermo Vallania | ARG  | 14,8     |
| 3     | Willi Holdorf      | FRG  | 14,9     |
| 4     | Ingo Schönewolf    | FRG  | 15,7     |

Datum: 5. November

### 400 m Hürden
| Platz | Athlet             | Land | Zeit (s) |
| ----- | ------------------ | ---- | -------- |
| 1     | Juan Carlos Dyrzka | ARG  | 51,2     |
| 2     | Helmut Janz        | FRG  | 51,4     |
| 3     | Manfred Kinder     | FRG  | 54,4     |
| 4     | Isidro Ibarrondo   | ARG  | 54,4     |

Datum: 5. November

### 3000 m Hindernis
| Platz | Athlet                | Land | Zeit (min) |
| ----- | --------------------- | ---- | ---------- |
| 1     | Wilhelm-Rüdiger Böhme | FRG  | 9:07,6     |
| 2     | Roland Watschke       | FRG  | 9:07,8     |
| 3     | Domingo Amaizón       | ARG  | 9:10,2     |
| 4     | Alberto Ríos          | ARG  | 9:37,0     |

Datum: 5. November

### 4 × 100 m Staffel
| Platz | Besetzung      | Land                                                           | Zeit (s) |
| ----- | -------------- | -------------------------------------------------------------- | -------- |
| 1     | BR Deutschland | Alfred Hebauf Carl Kaufmann Willi Holdorf Manfred Germar       | 41,9     |
| 2     | Argentinien    | Juan Carlos Dyrzka Guillermo Vallania Pablo Blache Raul Zabala | 42,3     |

Datum: 4. November

### 4 × 400 m Staffel
| Platz | Besetzung      | Land                                                               | Zeit (min) |
| ----- | -------------- | ------------------------------------------------------------------ | ---------- |
| 1     | BR Deutschland | Willi Holdorf Carl Kaufmann Ingo Schönewolf Manfred Kinder         | 3:18,5     |
| 2     | Argentinien    | Enrique Simontachi Raúl Zabala Juan Carlos Dyrzka Eduardo Balducci | 3:22,2     |

Datum: 5. November

### Hochsprung
| Platz | Athlet                   | Land | Höhe (m) |
| ----- | ------------------------ | ---- | -------- |
| 1     | Eluterio Fassi           | ARG  | 1,95     |
| 2     | Theo Püll                | FRG  | 1,90     |
| 3     | Horacio Martínez del Sei | ARG  | 1,85     |
| 4     | Klaus Lehnertz           | FRG  | 1,80     |

Datum: 4. November

### Stabhochsprung
| Platz | Athlet          | Land | Höhe (m) |
| ----- | --------------- | ---- | -------- |
| 1     | Klaus Lehnertz  | FRG  | 4,20     |
| 2     | Ricardo Bonini  | ARG  | 3,70     |
| 3     | Daniel Argottia | ARG  | 3,60     |
| 4     | Willi Holdorf   | FRG  | 3,50     |

Datum: 5. November

### Weitsprung
| Platz | Athlet          | Land | Weite (m) |
| ----- | --------------- | ---- | --------- |
| 1     | Ingo Schönewolf | FRG  | 7,31      |
| 2     | Willi Holdorf   | FRG  | 6,91      |
| 3     | Victor Rojas    | ARG  | 6,58      |
| 4     | Julian Méndez   | ARG  | 6,56      |

Datum: 4. November

### Kugelstoßen
| Platz | Athlet          | Land | Weite (m) |
| ----- | --------------- | ---- | --------- |
| 1     | Hermann Lingnau | FRG  | 17,33     |
| 2     | Enrique Helf    | ARG  | 16,81     |
| 3     | Luis di Cursi   | ARG  | 16,57     |
| 4     | Rolf Herings    | FRG  | 13,03     |

Datum: 4. November

### Diskuswurf
| Platz | Athlet          | Land | Weite (m) |
| ----- | --------------- | ---- | --------- |
| 1     | Jens Reimers    | FRG  | 50,73     |
| 2     | Enrique Helf    | ARG  | 48,69     |
| 3     | Pedro Ucke      | ARG  | 44,78     |
| 4     | Hermann Lingnau | FRG  | 43,29     |

Datum: 5. November

### Speerwurf
| Platz | Athlet            | Land | Weite (m) |
| ----- | ----------------- | ---- | --------- |
| 1     | Rolf Herings      | FRG  | 75,30     |
| 2     | Antolin Rodríguez | ARG  | 69.39     |
| 3     | Ricardo Héber     | ARG  | 62,99     |
| 4     | Theo Püll         | FRG  | 52,36     |

Datum: 5. November